# Lanzhou
Lanzhou o Lanjó (xinès simplificat: 兰州; xinès tradicional: 蘭州; pinyin: Lánzhōu; Wade-Giles: Lan-chou; pinyin postal: Lanchow) és la capital de la província de Gansu, a la Xina.

## Història
El primer assentament en aquesta regió es podria remuntar a la dinastia Han, amb una història de més de 2.000 anys. La ciutat se solia anomenar la ciutat daurada quan era una parada important de l'antiga ruta de la Seda. Per protegir la ciutat, la Gran muralla s'estenia fins a Yumen.
Després de la caiguda de la dinastia Han, Lanzhou es va convertir en la capital d'una successió d'estats tribals. Barrejada amb herències culturals diferents, l'àrea de l'actual província de Gansu, des del segle v fins al xi, es convertiria en un centre per a l'estudi budista.
La ciutat va adquirir el seu nom actual el 1656, durant la dinastia Qing.